# 拟康定乌头
拟康定乌头（学名：Aconitum rockii），为毛茛科乌头属下的一个种。

## 扩展阅读
維基物種上的相關：拟康定乌头